# 贝米库尔
贝米库尔（法語：Bermicourt，法語發音：[bɛʁmikuʁ]）是法国上法蘭西大區加来海峡省的一个市镇，属于阿拉斯区。

## 地理
贝米库尔（50°24'33"N, 2°13'47"E）面积5.53 平方千米，位于法国上法蘭西大區加来海峡省，该省份为法国北部沿海省份，西北濒北海，南至索姆省，东临北部省。
与贝米库尔接壤的市镇（或旧市镇、城区）包括：弗勒里、于姆勒耶、于米耶尔、皮埃尔蒙、埃兰。

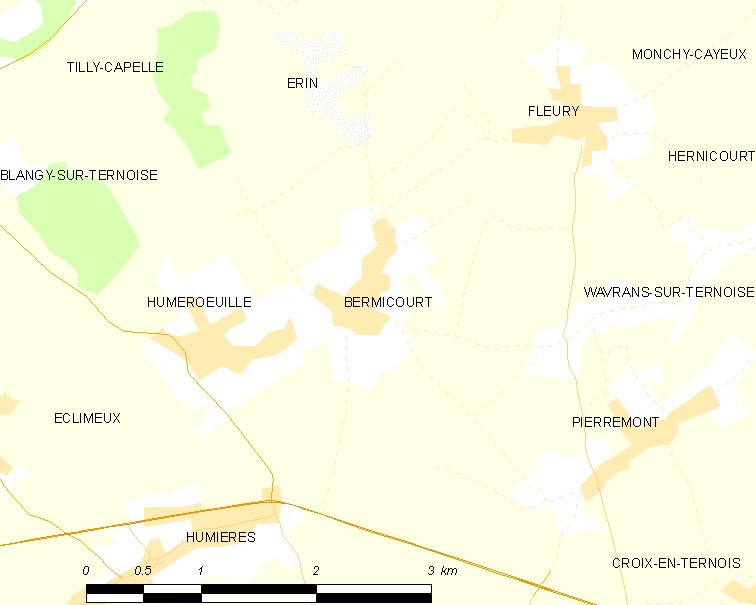
贝米库尔的OSM定位图

贝米库尔的时区为UTC+01:00、UTC+02:00（夏令时）。

## 行政
贝米库尔的邮政编码为62130，INSEE市镇编码为62114。

## 政治
贝米库尔所属的省级选区为泰努瓦斯河畔圣波勒县。

## 人口

1962-2008年间贝米库尔人口变化图示

贝米库尔于2022年1月1日时的人口数量为167人。